# Francisco Villarroel
Francisco Villarroel (Caracas, 5 mei 1965) is een Venezolaanse advocaat, schrijver, scenarioschrijver en filmregisseur, vooral bekend van zijn film Twee herfsten in Parijs uit 2020, de verfilming van zijn gelijknamige roman uit 2007.

## Biografie
In 2007 publiceerde hij zijn eerste roman Twee herfsten in Parijs, die in 2020 werd verfilmd, gevolgd door zijn tweede roman Tango Bar, gepubliceerd in 2018. In 2021 schreef en regisseerde hij de korte film Webidemic, die in première ging op de Latino Film Market in New York.
Hij is de directeur van het Ibero-Amerikaanse Festival van Caracas.